# Hyde (zanger)
Hyde (Japans: ハイド, uitgesproken als Haido) (Wakayama, 29 januari 1969) is een Japanse zanger, acteur en gitarist. Hij is de zanger van de Japanse rockband L'Arc-en-Ciel. Hij is geboren en getogen in Wakayama en leeft nu in Osaka.
Hij speelde hier een tijdje in de band Jerusalem's Rod.
In 1992 vroeg Tetsuya Ogawa (professionele naam tetsu) hem zanger te worden in de nieuwe band van tetsu, genaamd L'Arc~en~Ciel (Laruku in het Japans). Sindsdien is de band nog altijd actief en succesvol. De band ging in 2001 op hiatus en in 2002 kwam zijn eerste soloalbum uit, getitelt Roentgen. Hierna volgde nog drie albums. In 2004 bracht L'arc~en~ciel een nieuw album uit en Hyde begon zijn solowerk en de band te combineren.
Hyde is getrouwd met Megumi Oishi. Samen hebben ze een zoon.
- Library of Congress Control Number: no2006060488
- MusicBrainz: be702739-f872-413a-89fb-0a5afee100a9
- Bibliotheek van het Japanse parlement: 001100955
- Virtual International Authority File: 73608060